# 格罗斯布斯
格罗斯布斯（德语、法语：Grosbous）是卢森堡西部的一个市镇和小镇，属于雷当日县。 